# Spoorlijn 76
Spoorlijn 76 was een Belgische spoorlijn die Adinkerke (bij De Panne) met Poperinge verbond. De lijn was 34 km lang.

## Geschiedenis
Tijdens de Eerste Wereldoorlog werd de spoorlijn aangelegd door het Belgisch leger ter bevoorrading van het IJzerfront. Na de oorlog, op 30 september 1920, werd het traject opengesteld voor reizigersverkeer. Dit duurde ongeveer tot na 1933. De NMBS wilde de brug over de IJzer niet meer hernieuwen en zo ontstonden twee goederenspoorlijnen: Adinkerke - Beveren en Roesbrugge - Poperinge.
De spoorlijn heeft nooit veel verkeer gekend en was meestal beperkt tot twee lokale reizigerstreinen per dag en richting. Daarnaast reed er in het weekend een exprestrein komende van Kortrijk in de zomermaanden. In de streek reed ook een buurtspoorweglijn (353) die vrijwel dezelfde plaatsen bediende, maar die wel naar Veurne, de lokale grote stad reed. (De Panne was een onbelangrijk dorp en de toeristen kwamen aan met andere spoorlijnen)
Tijdens de Tweede Wereldoorlog, in 1942, werd op bevel van de Duitsers het goederenverkeer op de lijn stopgezet. In datzelfde jaar werden de sporen opgebroken.
De spoorlijn was enkelsporig over het hele traject en werd nooit geëlektrificeerd.
In het landschap zijn nog verschillende restanten te vinden van de spoorlijn.

## Aansluitingen
In de volgende plaatsen was er een aansluiting op de volgende spoorlijnen:
Adinkerke
Spoorlijn 73 tussen Deinze en de Panne
Poperinge
Spoorlijn 69 tussen Y Kortrijk West en Abele